# Elattoneura pluotae
Elattoneura pluotae är en trollsländeart som beskrevs av Legrand 1982. Elattoneura pluotae ingår i släktet Elattoneura och familjen Protoneuridae. IUCN kategoriserar arten globalt som akut hotad. Inga underarter finns listade i Catalogue of Life.